# 창 (정위)
창(昌, ? ~ ?)은 전한 전기의 관료이다. ‘창’은 이름자로, 성씨는 알 수 없다.

## 행적
문제 10년(기원전 170년), 정위에 임명되었다.

## 출전
- 반고, 《한서》 권19하 백관공경표 下

| 전임 하 | 전한의 정위 기원전 170년 | 후임 가 |